# Richard Krebs
Richard Krebs, född 30 juli 1906 i Hamburg, död 29 juni 1996 i Hamburg, var en tysk friidrottare.
Krebs blev olympisk silvermedaljör på 4 x 400 meter vid sommarspelen 1928 i Amsterdam.